# Сјеверна Албанија
Сјеверна Албанија (алб. Shqipëria veriore) је један од три НСТЈ регије Албаније. Обично се односи на сјеверну половину земље коју насељавају Геге, које претежно живе у планинским предјелима сјеверно од ријеке Шкумбин. Ова етнографска територија понекад носи назив Гегерија (алб. Gegëria).